# Taki, Mie
Taki (japanska: 多気町?, Taki-chō) är en landskommun (köping) i Mie prefektur i Japan.  